# Ралинген
Ралинген (нем. Ralingen) — община в Германии, в земле Рейнланд-Пфальц. 
Входит в состав района Трир-Саарбург. Подчиняется управлению Трир-Ланд.  Население составляет 2042 человека (на 31 декабря 2010 года). Занимает площадь 27,64 км².
Город подразделяется на 6 городских районов.